# Ammoniumeisen(III)-sulfat
Ammoniumeisen(III)-sulfat, ist ein Salz bestehend aus Eisen-, Ammonium- und Sulfationen. Es besitzt die Formel NH4Fe(SO4)2.

## Eigenschaften

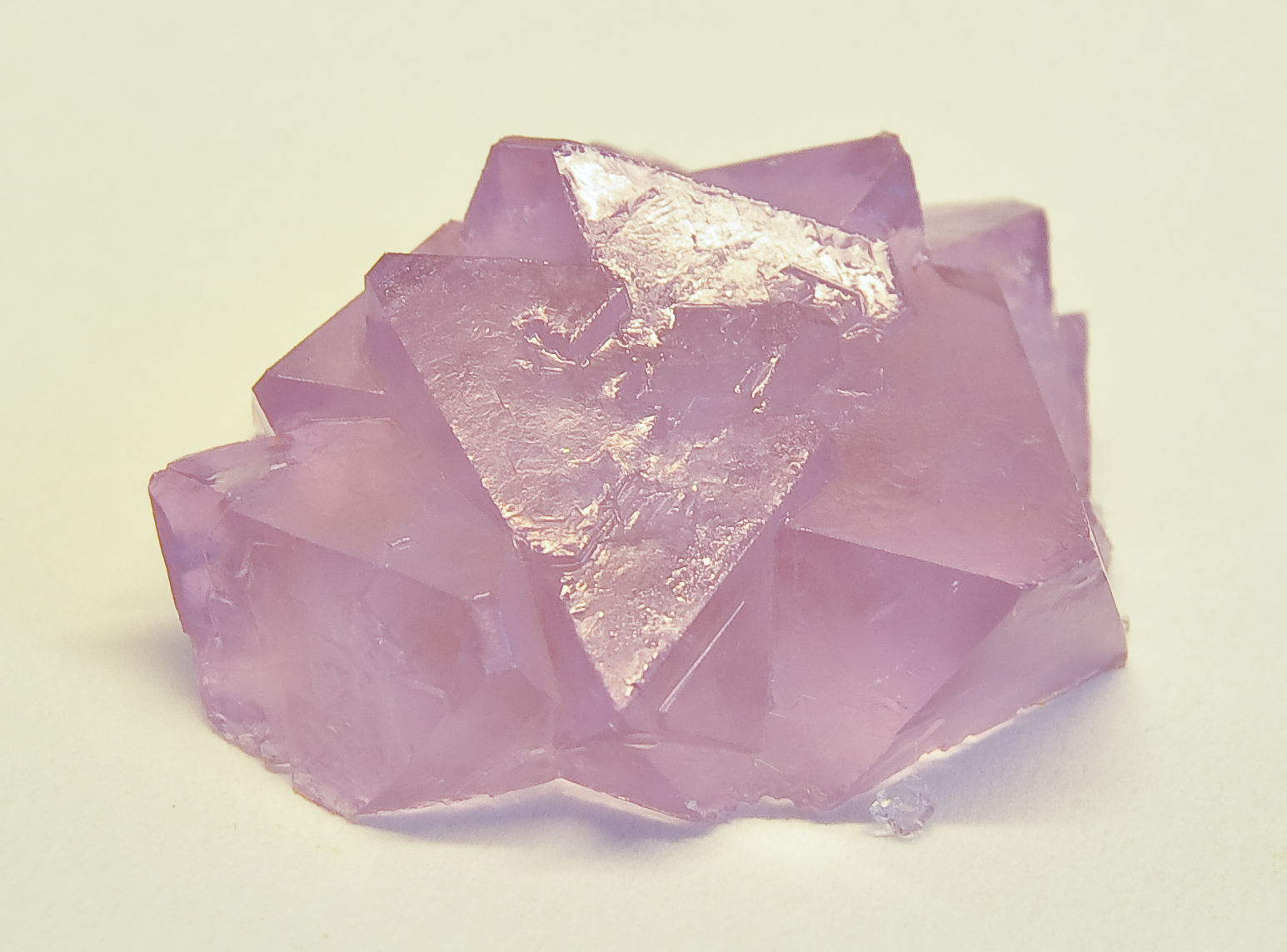
Ammoniumeisen(III)-sulfat-Dodecahydrat

Das zur Gruppe der Alaune gehörende Ammoniumeisen(III)-sulfat-Dodecahydrat bildet wasserlösliche, blassviolette kubische Kristalle mit der Dichte von 1,71 g/cm3 und einer molaren Masse von 482,19 g/mol. Der Schmelzpunkt liegt zwischen 39 und 41 °C. Es geht beim Erwärmen ab 230 °C in die wasserfreie Form NH4Fe(SO4)2 mit einer molaren Masse von 266,00 g/mol über. In Lösung wird mit Kaliumhexacyanoferrat(II), dem gelben Blutlaugensalz, das Berliner Blau gebildet. In verdünnter wässriger Lösung ist Ammoniumeisen(III)-sulfat nicht stabil und auch in konzentrierten Lösungen zersetzt es sich bei Erwärmen.

## Verwendung
Verwendung findet das Ammoniumeisen(III)-sulfat-Dodecahydrat als Indikator bei Titration nach Volhard. Des Weiteren kommt es als Beize in der Textilindustrie und in der Medizin als Adstringens zum Einsatz.